# Oenoptila cretaticosta
Oenoptila cretaticosta är en fjärilsart som beskrevs av Paul Dognin 1918. Oenoptila cretaticosta ingår i släktet Oenoptila och familjen mätare. Inga underarter finns listade i Catalogue of Life.